# آدم بن عبد الله بن سعد الأشعري
آدم بن عبد الله بن سعد الأشعري هو شيعي قمي من رواة الحديث، وأصحاب جعفر بن محمد الصادق. وقد ذكر ابن حجر العسقلاني في لسان الميزان أنه جد آدم بن إسحاق القمي، ووالد زكريا بن آدم القمي.

### كتب
- أعيان الشيعة. محسن الأمين، طبع بيروت - لبنان، تاريخ الطبع مفقود، منشورات دار التعارف.

### إشارات مرجعية
1. ↑  
الأمين، محسن. أعيان الشيعة - ج2. ص. 86. مؤرشف من الأصل في 2019-12-07.